# Ferrid Kheder
Ferrid Kheder, né le 3 mars 1975 à Graulhet, est un judoka et pratiquant de MMA franco-tunisien.

## Carrière

### Judo
Sous les couleurs de la France, de 1993 à 2001, il est sacré champion d'Europe junior des moins de 71 kg en 1995 et médaillé d'or aux championnats d'Europe par équipes en 1996. En 1999, il remporte la médaille de bronze aux championnats du monde universitaire.
Il remporte le Tournoi de Paris en 1999 et 2000 dans la catégorie des moins de 73 kg. Il est médaillé de bronze des moins de 73 kg aux championnats d'Europe 2000. Cette année-là, il dispute les Jeux olympiques de Sydney.
Il quitte ensuite l'équipe de France pour rejoindre l'équipe de Tunisie, ne supportant plus selon lui « un système qui ne respectait pas les individus et où les athlètes étaient méprisés ».
Sous les couleurs de la Tunisie, de 2001 à 2004, il est médaillé de bronze des moins de 73 kg aux championnats d'Afrique 2001 et 2002.

### MMA
Il pratique la MMA depuis 2005.